# Simhopp vid olympiska sommarspelen 1912
De olympiska tävlingarna i simhopp 1912 avgjordes den 6–15 juli i Stockholm. 57 deltagare från tio länder tävlade i fyra grenar.

## Medaljörer
| Gren                                 | Guld                  | Silver                  | Brons                 |
| Damernas höga hopp Detaljer...       | Greta Johansson (SWE) | Lisa Regnell (SWE)      | Isabelle White (GBR)  |
| Herrarnas svikt Detaljer...          | Paul Günther (GER)    | Hans Luber (GER)        | Kurt Behrens (GER)    |
| Herrarnas höga hopp Detaljer...      | Erik Adlerz (SWE)     | Albert Zürner (GER)     | Gustaf Blomgren (SWE) |
| Herrarnas raka höga hopp Detaljer... | Erik Adlerz (SWE)     | Hjalmar Johansson (SWE) | Johan Jansson (SWE)   |

## Medaljtabell
| Pl.    | Nation         | Guld | Silver | Brons | Totalt |
| ------ | -------------- | ---- | ------ | ----- | ------ |
| 1      | Sverige        | 3    | 2      | 2     | 7      |
| 2      | Tyskland       | 1    | 2      | 1     | 4      |
| 3      | Storbritannien | 0    | 0      | 1     | 1      |
|        |                |      |        |       |        |
| Totalt | Totalt         | 4    | 4      | 4     | 12     |